# Лайзан (эмират)
Лайзан (также Лайран, Лайджан, Лиран, ал-Абхаз) — феодальное владение (эмират), вассальное сасанидское княжество в исторической области Ширван, охватывало Лагичскую долину и прилегающие территории. Ныне территория Азербайджана. Центр — Лайзан.

## Этимология названия
Востоковед Владимир Минорский связывает название древнего княжества Лайзан, которое соответствует современному Лагичу, с населённым пунктом Лахиджан в иранском Гиляне. Как отмечает Минорский, в диалектах иранских языков суффиксы «-зи», «-из» чередующиеся с «-джи», «-идж» используются для обозначения происхождения, что можно наблюдать при переходе от «Ла-из-ан» к «Лахидж». Исследователь также обращает внимание на название горы Ниял на территории Лайзана, схожее с названием горы около иранского Лахиджа, объясняя это тем, что зачастую переселенцы называют географические объекты подобно существовавшим на родине. Авторы статьи в Энциклопедии ислама востоковеды Бартольд и Босуорт также считают, что Лайзан соответствует современному Лагичу по причине этимологической связи между этими названиями.

## История

### Правители
По версии Масуди, изначально Лайзан был одним из вассальных Сасанидам княжеств, чьи правители носили титул лайзаншах. Согласно Encyclopædia Iranica, титул шаха правителем Лайзана был получен от Хосрова I. Данная версия скорее всего легендарная, так как Масуди там же приписывает ширваншахам, арабам по происхождению, генеалогию от Сасанидов. Согласно Истахри, Лайзан граничил с Ширваном, Муканийа (Мугань) и Анбасийа (Габала). Ибн Хаукаль, упоминает Лайзан, в форме ал-Лайджан среди мелких владений в Арране.
Основываясь на источниках доисламского Ирана, Баладзори излагает очень ценную информацию:

«И выбрал Ануширван царей и назначил их, предоставив каждому из них шахство над отдельной областью. Из Них были хакан Горы, то есть владетель Сарира (трона), с титулом Вахрарзаншах, и царь Филана, он же Филаншах, и Табасараншах, и царь ал-Лакзов, с титулом Джурджаншах, и царь Маскута, царство которого теперь не существует, и царь Лаирана с титулом Лираншах, и царь Ширвана, именующийся Ширваншахом. И утвердил властителя Бухха над Буххом и властителя Зирикирана над Зирикираном; и утвердил он царей горы Кабак в их владениях и заключил с ними мир, обязав ему платить подати».

Со времён утверждения в Ширване арабской династии Мазьядидов, Лайзан был родовым уделом младшей ветви этой династии, племени Шайбан. Глава этого рода, Абу Тахир Йазид, стал ширваншахом в 917 году, и тогда же Лайзан вошёл в состав Государства Ширваншахов, но продолжал управляться другими членами династии Мазьядидов, в частности наследниками правителя.
Известны следующие правители Лайзана:
- Йазид ибн Халид (ок. 860—880)
- Мухаммед I, сын (ок. 880—890)
- Абу Тахир Йазид, сын (ок. 890—917)
- Мухаммед II, сын (ок. 917—948)
- Хайсам, сын (ок. 948—956)
- Хайсам ибн Ахмад, плем. (ок. 956—980)
- четыре неизвестных правителя
- Хурмуз ибн Минучихр (ок. 1034—1065)
- Гуждахам ибн Саллар (ок. 1065—1072)

### Территория
Лайзан располагался выше Кабалы, на южном склоне Кавказского хребта, на западе от Шемахи. Центр Лайзана находился в Лагической долине, у истоков реки Гирдман-чай. Через несколько перевалов начинается исторический Ширван и далее южный Дагестан, где находился вероятный дом «лакзов». С юга нависает гора Ниял.
Согласно географическому трактату Худуд аль-алам, население Лайзана защищало правителя Кабалы от набегов «лакзов», в этом случае под «лакзами» понимаются южно-дагестанские племена (будухи, хиналугцы, крызы и т.д.) потомки которых проживают на северных склонах между Лагичем и Губой
Сара Ашурбейли писала: «Область Лайзан, по мнению В.Ф.Минорского, была расположена в современной Лахиджской долине, лежащей по верхнему течению реки Гардман, и в раннем средневековье была одним из сасанидских вассальных княжеств, а в период X—XI вв. являлась частью Ширвана. Согласно сведениям Мас'уди и «Тарих ал-Баб», область Лайзан в начале X в. являлась наследственным владением Лайзаншаха, который захватил в 305 г. х./ 917 г. Ширван, убив своих родственников, и присоединил титул ширваншаха. Административным центром княжества Лайзан являлся Лахидж. Таким образом область Лайзан, согласно В.Ф.Минорскому, соответствует территории нынешнего города Лахиджа в Исмаиллинском районе и окрестных селений и районов, входивших в округ княжества Лайзан ныне Мельгам, Конахкенд, Зарат и др.). Жители Лахиджа — таты, выходцы из Ирана, области Лахиджана в Гиляне, по-видимому, переселенные в VI в. сасанидским царем Хосровом I Ануширваном в северные пограничные провинции Сасанидского государства. Населенные пункты под названием Лахидж в настоящее время находятся в Закатальском, Ханларском районах и селение Ла'аш (искаженное Лахидж) на Апшероне».

### Население
В. Ф. Минорский предполагал, что основное население Лайзана — это иранские переселенцы из Дейлема располагающегося к югу от Гилана. Он также считал, что отличие диалекта нынешних лагичей от остальной части носителей татского языка, говорит об их изолированности в течение долгого времени, вероятно, со времён существования Лайзан-шахов. Небольшая территория Лайзана не могла бы поддерживать огромное влияние, которым обладал Лайзаншах, если бы поблизости не было его сторонников. Как известно, район Губы является ещё одним центром расселения азербайджанских татов. Появление всех этих иранских элементов древнего Аррана восходит к периоду правления Сасанидов, политика которых заключалась в целенаправленном заселении Закавказья верным ему пограничным населением.  
Согласно жившему в первой половине XIX века Бакиханову жители магала Лахидж «суть племена древних персов, переселённых сюда Аношарван Хосровом в VI веке (христианской эры) и сохранивших до сих пор одно из наречий пехлевийских или древних персов». Российский историк лезгинского происхождения А. К. Аликберов считает, что территория таких средневековых областей, как Хирсан, Лайзан, Маскат, Лакз и др., упомянутых в арабских и других источниках, «была заселена разноплеменными лакзами в широком понимании этнонима, т.е. носителями лакзанских языков».